# Roel Stoffels
Roel Stoffels (Leidschendam, 10 januari 1987) is een Nederlandse voetballer bij voetbalclub ADO Den Haag.
Hij werd professioneel in het seizoen 2007-2008. Zijn debuut was op 19 augustus 2007 tegen RBC Roosendaal, de wedstrijd die eindigde in een 0-0 stand. Nadat zijn contract in 2009 niet werd verlengd, meldde hij zich aan bij amateurvereniging Haaglandia.

momenteel werkt hij nu op en basisschool